# Алегорија
Алегорија je сликовит начин говора, писања или приказивања у књижевности и уметности, који има другачији смисао од онога који се непосредно даје; може имати вид сложеног и дубоког симбола, персонификације, проширене метафоре, сатире итд; у књижевности нпр. басне и други облици (Домановић – Страдија), у сликарству (Делакроа – Револуција). Квинтилијан сматра да алегорија значи различито или супротно од онога што говори. Алегорија као стилска фигура се може дефинисати као више метафора.
Алегорисати, изражавати се завијено, у сликама.

## Алегорија у уметности
У алегорији недословно или метафоричко значење реченице, разликује се од метафоричког значења појединих речи. У теорији књижевности, текст се назива алегоријским када се његова значења у целини разликују од дословног значења појединих реченица. У историји уметности, алегорија се односи на представљање апстрактних појмова, мисли, идеја, религиозних порука, вредности и духовних стања који немају непосредан и дослован визуелни приказ.
У формално-уметничком смислу, термин алегорија дефинише миметичку слику или скулптуру чија су примарна, буквална и наративна значења темељ који углавном наговештава измештено или симболичко значење. Карактеристичан пример алегорије у сликарству је слика Уметникови родитељи (1806) Филипа Ота Рунгеа, у којој приказ уметникових родитеља и деце у травнатом врту служи као основа за алегоријски приказ универзалног органског процеса раста и смрти. У питању је романтична концепција цикличности живота и смрти, приказана кругом који чине родитељи (старост), биљке (онострана веза живота и смрти) и деца (рађање живота). Алегоријска уметност се развија од антике, средњег века и барока до романтизма.

### Алегорија у античко доба
У античко време алегорија служи за предочавање апстрактних појмова, природних појава, мисли, идеја и духовних стања света који нема конкретан материјални облик. Начин на који се ово постиже у вајарству и сликарству је путем персонификације и антропоморфизације, односно приказа појма човечијим ликом. Као један од најстаријих начина комуникације сложених идеја и појава јавља се још у Старом Египту као верско објашњење смрти и суђењу покојнику у подземљу.
У античкој уметности скоро сва божанства имају неку врсту алегоријског значења; грчка Нике је  Победа а римска Абундантија означава Обиље.

### Алегорија у модернизму и постмодернизму
У развоју модернизма, алегорија као посреднички модел сведена је на технички појам или је сасвим занемарена одбацивањем наративних модела изражавања у име дословног или чисто уметничког израза и успостављања значења уметничког дела. Апстрактна уметничка дела у распону од дела пионира апстракције насталих почетком 20. века, преко геометријске апстракције, апстрактног експресионизма, пост-сликовне апстракције и минималне уметности су неалегоријска дела.
Примери алегоријског дела могу се наћи у раним и нетипичним модернистичким праксама. На пример, француски сликар Гистав Курбе користио је модел алегорије да изврши самокритику идеологије реалистичке уметности као дословног и директног представљања света. У наслову слике Унутрашњост мог атељеа, истинска алегорија која сажима седам година мог уметничког живота (1854-1855), Курбе је искористио идеју алегорије да покаже да је његов реализам у ствари стил и модел представљања којим уметник говори о животу и свету, а не дословни приказ света и догађаја.
Петер Биргер је применио идеју алегорије на тумачења авангардне уметности, позивајући се на естетску теорију Валтера Бенјамина. Према Биргеру, Бенјаминова рехабилитација концепта алегорије имала је значајну улогу у савременој естетици. Показао је да облик (доступан чулима) и духовно значење, односно објект и субјект, нису спојени у једну органску целину. Алегорија се у модерној и авангардној уметности појављује као модел који омогућава напуштање метафизичких претпоставки идеалистичке естетике и да раздвојеност (непотпуност) која влада животима савремених људи постаје темељни принцип доживљаја уметности.
Циљ алегорије у авангарди није да прикаже духовно, онострано и натчулно као што је то било у традиционалној уметности. Њен циљ је да покаже да је свако значење вештачки спој и распоред уметничких, језичких и менталних аспеката који нису природно нужно повезани један са другим. Авангардна алегорија је вештачка творевина која показује да су сва значења културе вештачке, идеолошки и концептуално одређене појаве.
Амерички теоретичар постмодернизма, Крег Овенс, трансформисао је традиционалну и модернистичку идеју алегорије у модел постмодернистичке деконструкције наратива. Према Овенсу, алегоријске слике су присвојене слике, што значи да их уметник не измишља и не ствара им нова значења. Постмодерни алегоријски уметник полаже право на различита значења из културе и историје, позиционирајући се као тумач који повезује њихове различите значењске оквире, вредности и улоге. Постмодерни уметник не тражи изворни смисао слике, већ указује на правце пребражавања и превођења значења. У том смислу, алегоријско уметничко дело је отворено, недовршено, поновљиво и фрагментарно. Алегоријска слика је хијероглиф, ребус и слагалица у интертекстуалном односу са другим сликама, текстовима, филмовима, скулптурама и идеолошким идејама.
За разлику од традиционалне визуелне алегорије, постмодернистичка алегорија не осликава универзалне односе, духовна стања, свет оностраног и метафизичке визије кроз свакодневне појединачне сликовне сцене. Приказује процес присвајања и коришћења постојећих историјских уметничких и књижевних значења успостављањем, обично недоследног, визуелног наратива. За средњовековног, барокног или романтичног сликара алегорија је била модел изражавања и саопштавања небуквалног, нерепрезентативног и неизрецивог садржаја, а за постмодерног уметника алегорија је семиолошка формула која показује пребражавање визуелних значења у семиотичка и лингвистичка значења и и обрнуто.
Постмодернистичка алегорија је деконструкција алегорије, што значи да алегоријска уметничка дела не производе значење, већ указивањем на сложене могућности продукције значења слике и сликарства доводе у питање уобичајену, природну, уобичајену и тотализовану прихватљивост уметничких значења. Показује се да значење уметничког дела није последица непосредног опажајног и естетског доживљаја, већ сложеног односа између постојећих система значења културе и историје.
Постмодернистичка алегорија се развија у различитим тенденцијама поставангардне и постмодернистичке уметности: (1) у ленд арт инсталацијама Роберта Смитсона, које показују како се природно окружење претвара у велику алегорију еволуције природног света, и у инсталацијама Јозефа Бојса, који, користећи трошне органске материјале, указује на космичке законе преображајне енергије и тиме ритуално алегоризује политичку моћ појединца; (2) у муралима са речима Лоренса Вејнера, Роберта Берија и Џозефа Кошута; код њих се записи на зиду јављају као језички ребуси који алегоријски указују на границе доживљаја визуелне перцепције; (3) у трансавангардним и неоекспресионистичким сликама Џулијана Шнабела и Франческа Клементеа, које иронично деконструишу велике алегоријске теме историје уметности; (4) у фотографским, филмским и видео радовима неоконцептуалаца и техно-уметника, који показују како се ствара еклектично, фрагментарно и медијски детерминисано значење масовне културе спектакла (Џон Балдесари, Синди Шерман, Барбара Кригер, Ричард Принс, Бил Виола, Дара Бирнбаум).
Идеју постмодернистичке алегорије покренуо је и развио по моделу амерички концептуални уметник Џон Балдесари у култном делу Проклете алегорије (Обојене реченице) (Blasted Allegories [Colorful Sentences]), 1978). Рад је изведен као серија фотографија настала снимањем секвенци популарних ТВ серија. Фотографије су затим обојене и на њима су исписане речи. Редослед фотографија је изведен из односа између речи и визуелног приказа који фотографија успоставља. Низ фотографија и речи сугерише да дело „прича причу”, иако се она не може у потпуности реконструисати. Серија фотографија је језичка игра која показује релативност и недоследност значења и немогућност самог наратива. Важан је још један алегоријски моменат: Балдесари својим делом алегоризује буквална наративна значења телевизијског филма, показујући да је основни алегоријски мотив постмодерног човека електронски свет слика, за разлику од средњовековног алегоричара чији је основни алегоријски мотив био природни пејзаж.